# Carola Hansson
Carola Hansson-Boëthius, (uttal: [ká:rola ... boé:tsius]), född 7 september 1942 i Stockholm, är en svensk författare, översättare och dramaturg vid Sveriges Television.
Hansson doktorerade i slaviska språk 1975 på en litteraturvetenskaplig avhandling om tidig rysk modernism och debuterade som skönlitterär författare 1983 med Det drömda barnet.

## Priser och utmärkelser
- 1994 – Lundequistska bokhandelns litteraturpris
- 1995 – Sveriges Radios Romanpris för Andrej
- 1996 – Signe Ekblad-Eldhs pris
- 1997 – Svenska Dagbladets litteraturpris för Steinhof
- 2005 – Siripriset för Mästarens dröm
- 2006 – Stina Aronsons pris
- 2006 – Doblougska priset
- 2010 – Sigtunastiftelsens författarstipendium
- 2011 – Övralidspriset
- 2016 – De Nios Stora Pris
- 2018 – Stiftelsen Selma Lagerlöfs litteraturpris